# Jean de la Grange

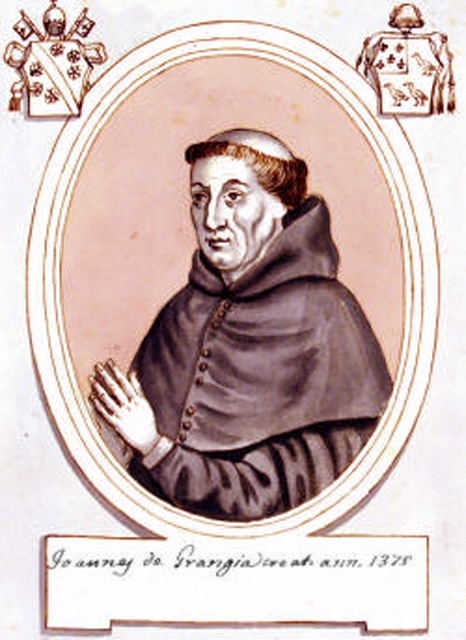
Jean de la Grange

Jean de la Grange (Ambierle, ca. 1325 - Avignon, 1402) was een Frans geestelijke. Hij was benedictijner abt, bisschop van Amiens en van Frascati en kardinaal. Hij was een raadgever van koning Karel V van Frankrijk en hij was betrokken bij het Westers Schisma.

## Levensloop
De la Grange werd geboren in het kasteel Pierrefite bij Ambierle in de buurt van Roanne. In 1345 trad hij binnen in de abdij van Cluny. Hij maakte snel carrière binnen de orde van Cluny en werd procureur van de orde. In 1350 werd hij prior van Elincourt en vier jaar later prior van Gigny. In 1357 werd hij abt van de Abdij Sainte-Trinité in Fécamp. In die hoedanigheid maakte hij kennis met koning Karel V. Hij werd een van zijn raadgevers, onder andere in financiële zaken. Maar hij onderwees ook de kinderen van de koning en was actief als diplomaat. Hij vergezelde kardinaal Guy van Bourgondië op zijn diplomatieke missies naar Spanje.
In 1373 werd de la Grange gewijd tot bisschop van Amiens. Twee jaar later werd hij verheven tot kardinaal. In 1376 vervoegde hij paus Gregorius XI in Avignon en volgde hem bij zijn terugkeer naar Rome. Toen die laatste stierf in 1378 werd Urbanus VI gekozen tot nieuwe paus door het conclaaf. De la Grange was een van de kardinalen die deze verkiezing aanvochten en Clemens VII kozen als tegenpaus.
In 1380 werd hij door de nieuwe koning Karel VI van het hof verbannen. Hij vestigde zich in Avignon. Clemens VII benoemde hem in 1394 tot kardinaal-bisschop van Frascati bij Rome. De la Grange stierf in 1402 in Avignon. Hij had in de kerk Saint-Martial van Avignon voor zich een mausoleum laten bouwen.

## Afbeeldingen

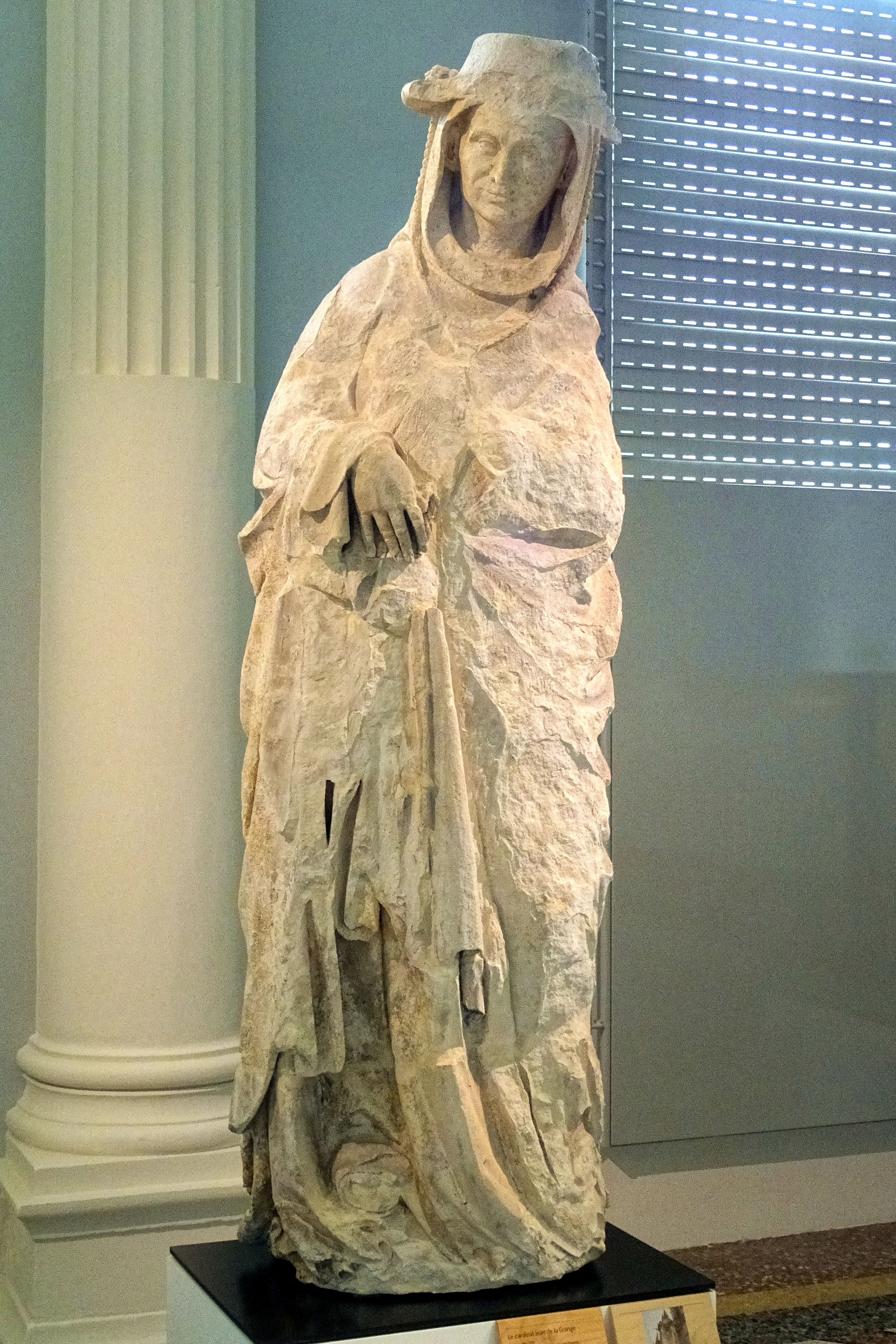
Standbeeld afkomstig uit de kathedraal van Amiens (Musée de Picardie)
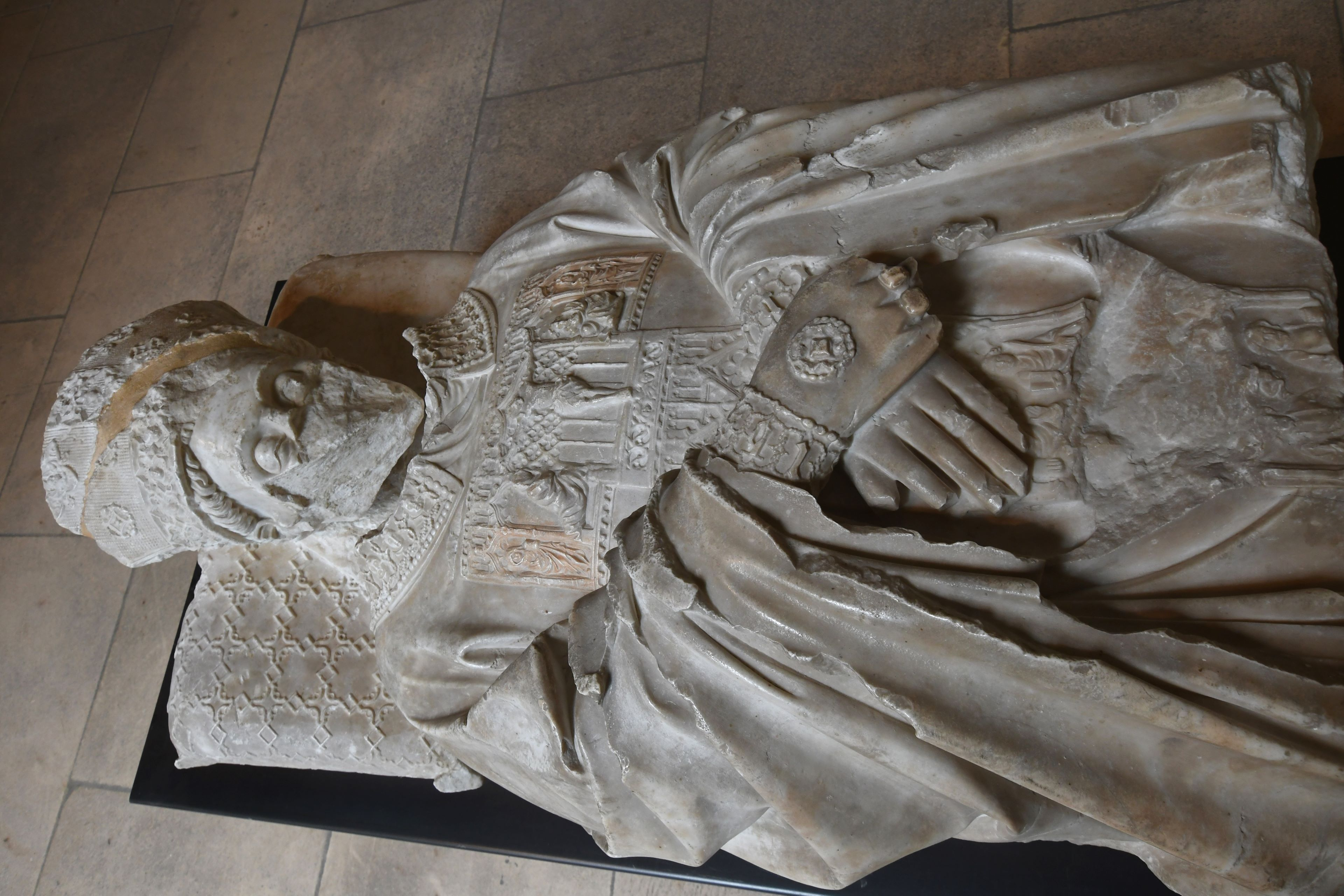
Gisant, fragment van de graftombe van Jean de la Grange uit de kerk Saint-Martial (Musée du Petit Palais)
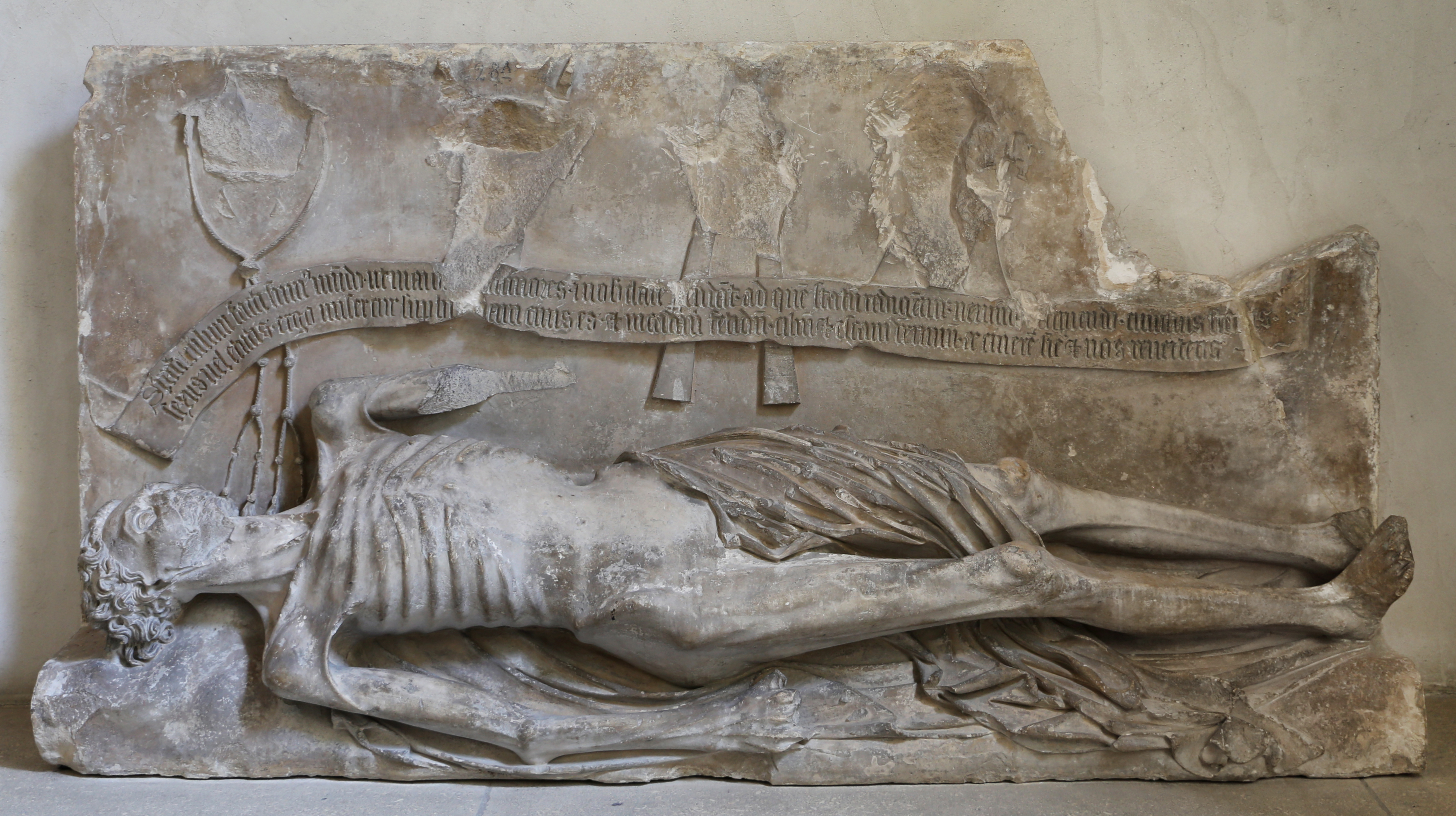
Transi-tombe, fragment van de graftombe van Jean de la Grange uit de kerk Saint-Martial